# Salix turanica
Salix turanica — вид квіткових рослин із родини вербових (Salicaceae).

## Морфологічна характеристика
Це дерево чи кущ. Гілки вкриті білуватим нальотом, від жовтувато-білого до сіруватого. Листкові пластини 4.5–14 × 1–2.5 см, широко-ланцетна, від довгастої до яйцювато-довгастої, верхня поверхня волосиста, волоски коротко притиснуті, нижня поверхня зі щільним сріблясто-білим кольором, край злегка хвилястий чи цільний, кінчик загострений; листкова ніжка 2–5 мм завдовжки. Сережки сидячі, з'являються перед листям, густо ворсинчасті. Чоловічі сережки 2.5–5 × 1–1.5 см. Жіночі сережки 3–4 см, у плодах довші. Коробочка 5–6 мм, яйцювата, шовковисто-волосиста.

## Середовище проживання
Афганістан, Внутрішня Монголія, Казахстан, Киргизстан, Пакистан, Таджикистан, Туркменістан, Узбекистан, Західні Гімалаї, Сіньцзян.